# Ungskuet i Skive 1937
|  | Denne artikel er oprettet af botten Steenthbot ud fra en ekstern database. Den kan derfor have sproglige fejl eller mangler. Denne skabelon kan fjernes efter kontrol af indholdet. |

Ungskuet i Skive 1937 er en dansk dokumentarisk optagelse fra 1937.

## Handling
Ungskuet på Viborgvej i 1937. Ringridning. Udsigt over ådalen, Viborgvej. Et vue over ungskuepladsen. Parkeringspladsen. En Wyta-påhængsvogn. Malkeinstruktion ved Mette Tovborg Jensen. Fremvisning på pladsen. Ringriderkomitéen på festpladsen ved Aakjærsvej. Ringrideroptoget passerer Østertorv. Selve ringriderdysten. Udsigt over Skive Ådal fra Holstebrovej.